# Sysstema projectaria
Sysstema projectaria är en fjärilsart som beskrevs av John Henry Leech 1897. Sysstema projectaria ingår i släktet Sysstema och familjen mätare. Inga underarter finns listade i Catalogue of Life.